# Furcht

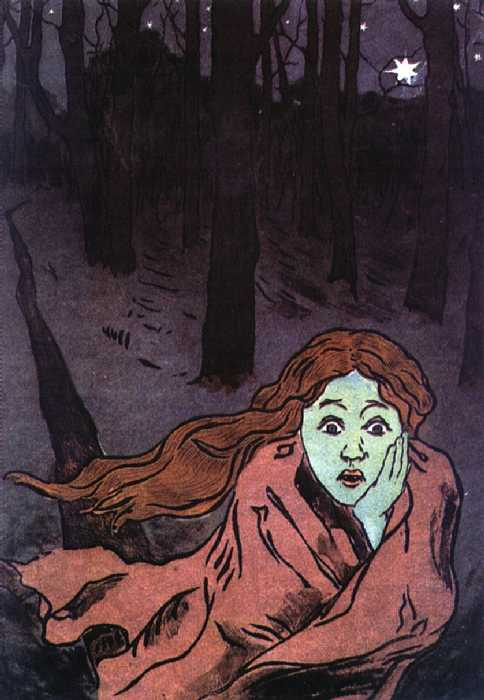
Marija Jakuntschikowa, Furcht (1893–95)

Furcht (< althochdeutsch for(a)hta < gotisch faurhtei)
ist das Gefühl einer Bedrohung. Sie bezeichnet die Reaktion der Psyche auf eine gegenwärtige oder vorausgeahnte Gefahr. 
Siegbert Warwitz unterscheidet die konkrete Furcht (lateinisch timor) von dem Begriff der abstrakten, diffusen Angst, sowie von Panik oder Phobie. Furcht verfüge über einen innerweltlich erfassbaren Gegenstand, sei meist rational begründbar und auf ein Konkretum gerichtet, das als reale Bedrohung wahrgenommen werde. Sie werde deshalb auch als „Realangst“ bezeichnet. Angst hingegen sei ein ungerichteter Gefühlszustand, der als Gestimmtheit die Welterschließung im Ganzen betreffe. Je nach Grad der Abstraktheit oder Konkretheit des zugrundeliegenden Vorstellungskomplexes seien Übergänge zwischen Angst und Furcht möglich.
Begriffe wie Ehrfurcht oder Gottesfurcht betonen die Achtung (den Respekt) vor einer bestimmten Übermacht.
Im psychologischen und biologischen Sinne ist die Furcht eines Lebewesens vor einem Objekt (Lebewesen, Gegenstand oder Situation) dessen (emotionale) Reaktion auf das Wissen oder die Vermutung, dass von dem Objekt eine Gefahr ausgeht. Die Furcht ist somit lebensnotwendig, da sie dazu motiviert, gegen die Bedrohung Abwehrmaßnahmen zu ergreifen (z. B. erhöhte Wachsamkeit), ihr zu entgehen oder ihr entgegenzutreten ("Fight or flight").

## Zitat
Vergil lässt Laokoon in der Aeneis die Trojaner vor den Griechen mit den Worten warnen:
Timeo Danaos et dona ferentes – nach Schiller: „Die Griechen fürchte ich, und doppelt, wenn sie schenken.“ (Gemeint ist das Trojanische Pferd.)